# کانتیشنا (آلاسکا)
کانتیشنا (به انگلیسی: Kantishna) یک منطقهٔ مسکونی در ایالات متحده آمریکا است که در Denali Borough واقع شده‌است. کانتیشنا ۵۱۶٫۹۵ متر بالاتر از سطح دریا واقع شده‌است.